# قطعنامه ۱۰۶۹ شورای امنیت
قطعنامه ۱۰۶۹ شورای امنیت سازمان ملل متحد که در تاریخ ۳۰ ژوئیه ۱۹۹۶ تصویب شد، سندی بین‌المللی دربارهٔ بررسی وضعیت در کرواسی است. این قطعنامه طی نشست ۳۶۸۶ام با ۱۵ رای موافق، ۰ مخالف و ۰ ممتنع تصویب شد.